# Dance Music Hall of Fame
La Dance Music Hall of Fame è una hall of fame creata nel 2003 e dedicata alla musica dance.

## Inserimenti nella Hall of Fame

### Artisti
- Chic (2005)
- Sylvester (2005)
- Gloria Gaynor (2005)
- Bee Gees (2004)[1]
- Donna Summer (2004)[1]
- Barry White (2004)

### Registrazioni
- Disco Inferno - The Trammps (2005)
- Good Times - Chic (2005)
- Got to Be Real - Cheryl Lynn (2005)
- Stayin' Alive - Bee Gees (2005)
- I Will Survive - Gloria Gaynor (2005)
- I Feel Love - Donna Summer (2004)
- Don't Leave Me This Way - Thelma Houston (2004)[1]
- Love Is the Message - MFSB (2004)
- You Make Me Feel (Mighty Real) - Sylvester (2004)
- Shame - Evelyn "Champagne" King (2004)[1]

### Produttori
- Bernard Edwards (2005)
- Kenny Gamble (2005)
- Nile Rodgers (2005)
- Leon Huff (2005)
- Quincy Jones (2005)
- Pete Bellotte (2004)[1]
- Giorgio Moroder (2004)[1]

### DJ
- John "Jellybean" Benitez (2005)
- François Kevorkian (2005)
- Frankie Knuckles (2005)
- Larry Levan (2004)[1]
- David Mancuso (2004)
- Tee Scott (2004)

### Remixer
- François Kevorkian (2005)
- Tom Moulton (2004)

### Non-Performer
- Mel Cheren (2005)
- Henry Stone (2004)